# Bledisloe Cup 1987
La Bledisloe Cup 1987 è stata assegnata in una sola partita disputata in Australia (paese detentore). La vittoria è andata alla Nuova Zelanda. La partita si è giocata poche settimane dopo la fine della Coppa del Mondo, in cui peraltro le due squadre non si erano affrontate a causa dell'eliminazione dell'Australia da parte della Francia. 
| Arbitro: | Derek Bevan |

| |            | |
| Papworth | mt         | Fitzpatrick 2, Green, Kirwan |
| | tr         | Fox |
| Leeds 3 | c.p.       | Fox 3 |
| Hawker | drop       | Fox |
| 15.Andrew Leeds 14.David Campese 13.Brett Papworth 12.Mike Hawker 11.Matthew Burke 10.Steve James 9.Nick Farr-Jones 8.David Codey (cap) 7.Steve Tuynman 6.Jeff Miller 5.Bill Campbell 4.Steve Cutler 3.Enrique Rodríguez 2.Tom Lawton 1.Andy McIntyre | Formazioni | 15.John Gallagher 14.John Kirwan 13.Joe Stanley 12.Warwick Taylor 11.Craig Green 10.Grant Fox 9.David Kirk (cap) 8.Buck Shelford 7.Michael Jones 6.Alan Whetton 5.Gary Whetton 4.Murray Pierce 3.Steve McDowell 2.Sean Fitzpatrick 1.John Drake |